# Svante Stockselius
Stig Svante Stockselius, född 31 december 1955 i Hudiksvall, är en svensk journalist och TV-man. 
Stockselius är uppvuxen i Ockelbo och utbildade sig till förbundsdomare i basketboll 1976, samt studerade vid Journalisthögskolan mellan 1977 och 1979. 
Han arbetade på Svenska Dagbladet en tid innan han 1980 började på Expressen där han stannade till 1996. Mellan 1996 och 1998 var Stockselius programchef på TV3 och blev därefter nöjeschef på Sveriges Television. Den 1 juni 2002 blev han inköpschef på TV4 där han efterträdde Tony Mendes. Han blev snart också programchef för TV4 Plus, men lämnade TV4 i juni 2003.
Från juli 2003 till och med 31 december 2010 var han ansvarig för Eurovision Song Contest. Junior Eurovision Song Contest 2010 blev hans sista evenemang som ytterst ansvarig för ESC.
Stockselius var från 2008 ordförande för styrelsen bakom TV-priset Kristallen. Han lämnade uppdraget för Kristallen 2016.
Han är intresserad av travsport. Han äger bland annat stjärnhästarna Kadett C.D. och Power genom bolaget In the Zone AB.
Svante har även en fru som heter Kajsa Glansén och två barn, Samuel Stockselius och Lydia Stockselius.